# Облицовочный кирпич

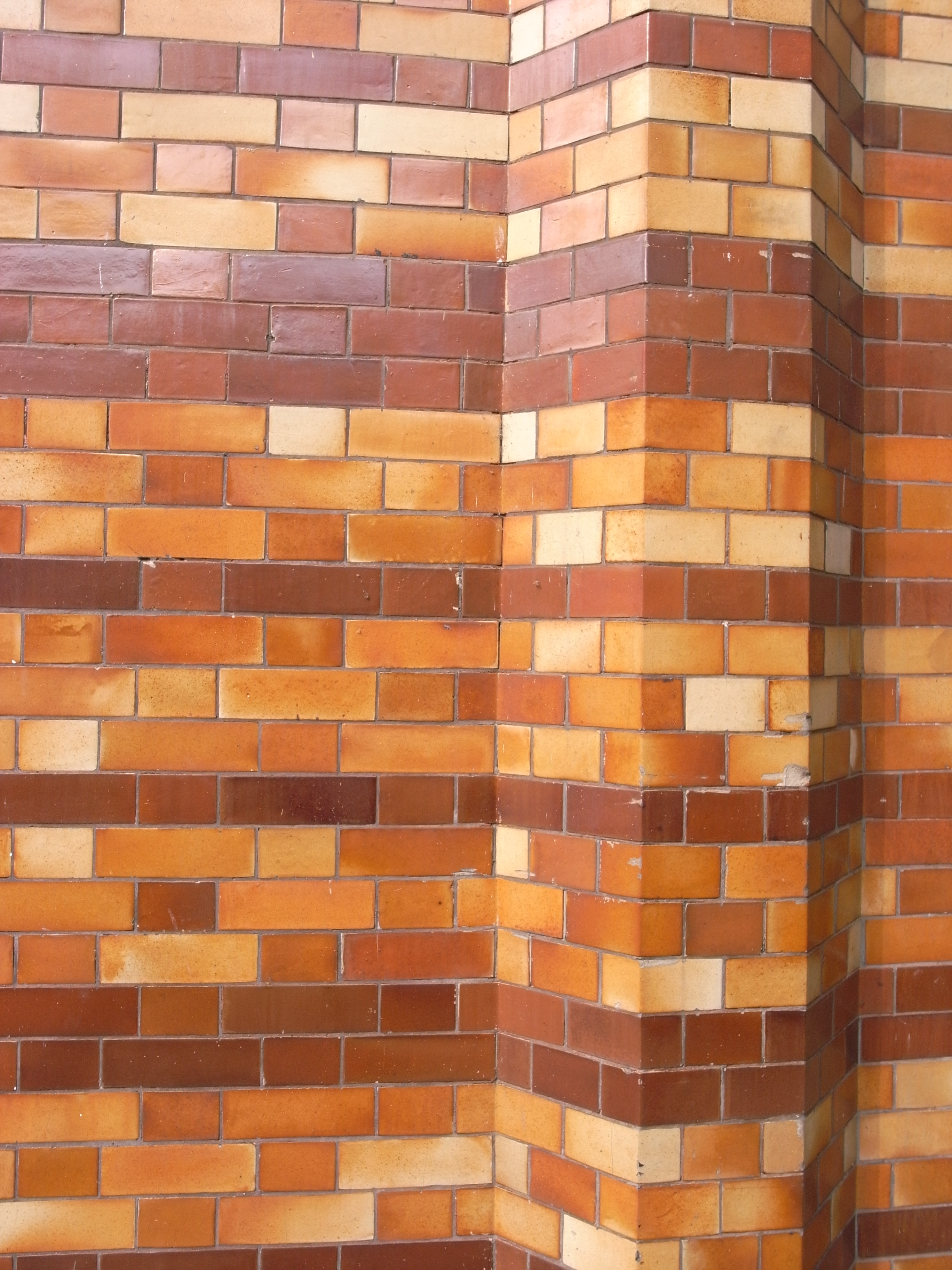
Глазурованный лицевой кирпич, Англия

Облицовочный кирпич — кирпич, предназначенный для наружной отделки стен и фундаментов зданий, обычно выполняющий как конструктивную, так и декоративную роль. Этот многоцелевой тип кирпича в значительной степени является универсальным и заменяет также и обыкновенный строительный кирпич.
Облицовочные кирпичи служат для украшения здания.
- разнообразные цвета — кроме традиционных красного и белого цветов, желтые, коричневый, синие, зеленые и т. д.
- различные формы — стандартная форма, с закругленными или скошенными углами, волнистые и т. д.
- различные фактуры — гладкие и шероховатые, блестящие или тусклые, в зависимости от технологии обработки.

Лицевые кирпичи служат для защиты стен здания. Лицевые кирпичи образуют оболочку, которая изолирует стены здания от механических воздействий и влияния различных погодных условий, поэтому они должны быть крепкими и стойкими:
- низкое водопоглощение — кирпич не должен впитывать много влаги, чтобы сырость не проникала внутрь здания.
- высокая морозостойкость — кирпич должен выдерживать не разрушаясь много замерзаний и оттаиваний.
- хорошая цветостойкость — кирпич не должен выцветать под воздействием прямых солнечных лучей.

Лицевые кирпичи используются как для наружной отделки зданий, заборов, так и для внутренней отделки стен, каминов и т. д.

## Похожие термины
Часто используются, практически в том же смысле, что Облицовочный кирпич, термины:
- Лицевой кирпич
- Фасадный кирпич

## Разновидности
В зависимости от технологии производства, лицевой кирпич бывает:
- Керамический
- Силикатный
- Клинкерный
- Гиперпрессованный кирпич
- Глазурованный кирпич